# 荊冠のキリスト (ティツィアーノ、ミュンヘン)
『荊冠のキリスト』（けいかんのキリスト、独: Dornenkrönung Christi、英: The Crowning with Thorns）は、イタリア・ルネサンスのヴェネツィア派の巨匠ティツィアーノ・ヴェチェッリオが1570年ごろ、キャンバス上に油彩で制作した絵画である。ティツィアーノは30年ほど前の1542年にやはり『荊冠のキリスト』 (ルーヴル美術館) を描いているが、本作は晩年の様式を典型的に示しており、画家の画業の集大成となっている。作品は、ティツィアーノの遺産からティントレットの手に渡り、その後、彼の息子のドメニコによってバイエルン選帝侯に売却された。1748年のシュライスハイム宮殿の目録に最初の記録がある。作品は現在、ミュンヘンのアルテ・ピナコテークに所蔵されている。

## 作品
主題は、『新約聖書』中の「マタイによる福音書」 (27章29-30) から採られている。十字架を背負う前のイエス・キリストが古代ローマの兵士たちに荊 (いばら) の冠を被せられ愚弄される場面が描かれている。キリストは尊厳をもって、拷問者たちが棒で荊冠を彼の頭部に押し付けることに耐えている。
この作品の素描は制作されておらず、完全に色彩で描き分けることから出発している。未完成であるが、どの程度仕上げられているのか判断するのはむずかしい。ここには、パルマ・イル・ジョーヴァネが伝えるティツィアーノ晩年の制作過程が随所に見られる。数限りない形態のペンティメンティ (描きなおし) と変更、薄塗りの暗部から厚塗り (インパスト) の明部への移行、指によるハイライト描写などにより、画家はおそらく画面に手を入れては放置し、また思い返しては手を加えるという過程を繰り返したのであろう。
ルーヴル美術館の同主題作に見られる誇張されたドラマは本作では和らげられ、衝突しあう人体の量塊は揺らめく空間の中に溶解した幻影と化している。キリストの悲劇に対する強烈な感情移入は、距離を置いた憐憫の喚起に置き換えられている。
表現主義的技法と輪郭を溶解させる技法により、本作は当時としては独自の絵画表現となっており、多くの同時代人には好まれなかった。しかし、『画家・彫刻家・建築家列伝』を著した16世紀マニエリスム期の画家ジョルジョ・ヴァザーリは、ティツィアーノの晩年様式の力強さと易々と描いているかのようなイリュージョンを讃えている。美術史家のロベルト・ロンギが「魔術的印象主義」 呼ぶ近代的な絵画の概念がここに実現されている。